# Núria Ribó
Núria Ribó (Barcelona, 1949) és una periodista catalana. És llicenciada en ciències de la informació per la Universitat Autònoma de Barcelona i especialista en periodisme audiovisual.
Va treballar durant gairebé una dècada com a corresponsal de TVE a Nova York i Londres. També ha desenvolupat la seva tasca de periodista a Ràdio Barcelona-Cadena SER, RNE, COMRàdio, RAC 1 i Catalunya Ràdio, emissora des de la qual ha emès un programa diari durant dues darreres temporades.
Així mateix, ha realitzat diversos documentals per a TVE i Canal Plus, entre ells O mía o de nadie, guanyador del premi que atorga l'Instituto de la Mujer a les produccions centrades en la lluita contra la violència de gènere. L'any 2015 va obtenir el Premi a la Trajectòria Professional de l'Associació de Dones Periodistes de Catalunya.
És també autora del llibre Hillary: la biografía de Hillary Rodham Clinton (1993). En l'actualitat col·labora amb el diari El Mundo, diverses revistes mensuals, Catalunya Ràdio i, des de 1997, també amb Televisió de Catalunya.